# Джабла (район)
Джабла (араб. جبلة‎) — район (минтака) в составе мухафазы Латакия, Сирия. Административным центром является город Джабла.

## География
Район расположен в южной части мухафазы Латакия. На востоке граничит с мухафазой Хама, на юге с мухафазой Тартус, а на севере с районами Латакия и Эль-Кардаха. На западе омывается Средиземным морем.

## Административное деление
Район разделён на 6 нахий.
| Нахия          | Административный центр | Население (2004 г.), чел. | Карта |
| -------------- | ---------------------- | ------------------------- | ----- |
| Джабла         | Джабла                 | 107 064                   |       |
| Айн-эш-Шаркия  | Айн-эш-Шаркия          | 16 800                    |       |
| Эль-Кутайлибия | Эль-Кутайлибия         | 32 582                    |       |
| Айн-эш-Шекак   | Айн-эш-Шекак           | 16 031                    |       |
| Эд-Дали        | Эд-Дали                | 13 608                    |       |
| Бейт-Яшут      | Бейт-Яшут              | 10 086                    |       |